# Crypsithyris saigusai
Crypsithyris saigusai är en fjärilsart som beskrevs av Reinhardt Gaedike 2000. Crypsithyris saigusai ingår i släktet Crypsithyris och familjen äkta malar. Inga underarter finns listade i Catalogue of Life.